# Abd al-Aziz ibn Marwan
ʿAbd al-ʿAzīz ibn Marwān b. al-Ḥakam (in arabo  ﻋﺒﺪ ﺍﻟﻌﺰﻳﺰ ﺑﻦ ﻣﺮﻭﺍﻥ‎?; Damasco, 649 – Helwan, 12 maggio 705) è stato Wali omayyade d'Egitto.
Figlio del primo califfo del ramo marwanide della dinastia omayyade, Marwān I b. al-Ḥakam (r. 684–685), e di una donna dei Banu Kalb, era fratello consanguineo del califfo ʿAbd al-Malik (r. 684–685), al quale premorì di poco più di 4 mesi.
Quando ʿAbd al-Malik divenne califfo, chiese e ottenne dal fratellastro tutto il suo leale appoggio nella sua lotta contro l'anti-califfo Ibn al-Zubayr, infine sconfitto nel 692.
ʿAbd al-ʿAzīz fu un amministratore efficiente e tollerante del suo governatorato, che oltre all'Egitto, abbracciava anche il Nordafrica fino ad allora conquistato, Il periodo in cui dominò la politica egiziana, in perfetto accordo con le disposizioni del fratello, e ciò fu consentito dalla grande stabilità e prosperità, in buona parte garantite dalle strette relazioni mantenute con l'esercito arabo di occupazione (jund) di stanza a Fusṭāṭ.

Sotto il suo governatorato, un esercito condotto da Mūsā b. Nuṣayr completò la conquista del Maghreb.
Ciò non comportò comunque la fine delle discriminazioni verso la maggioranza cristiana copta del Paese, cui era vietato ostentare pubblicamente i segni della sua fede, motivata probabilmente dal timore di intelligenza col nemico bizantino che aveva dominato l'Egitto fino alla resa a condizione trattata dal Muqawqis con il generale arabo-musulmano ʿAmr b. al-ʿĀṣ.
La sua morte, avvenuta prima di quella del fratello califfo, eliminò un possibile motivo di grave contrasto tra i due, dal momento che ʿAbd al-ʿAzīz non volle acconsentire a essere scavalcato da al-Walīd (califfo dal 705 al 715), come era invece preciso desiderio del padre di al-Walīd, ʿAbd al-Malik.
I diritti di ʿAbd al-ʿAzīz rimasero comunque in qualche modo intatti, tant'è vero che dopo al-Walīd (m. nel 715) e dopo suo fratello Sulaymān (m. nel 717), il figlio di ʿAbd al-ʿAzīz, ʿUmar II (r. 717-720), salì sul trono califfale, mettendo per sempre fine al potenziale dissidio tra le due branche del ramo marwanide omayyade.
La moglie di ʿAbd al-ʿAzīz, Umm ʿĀsim Laylā bint ʿĀsim, era una bisnipote del secondo califfo ʿUmar b. al-Khaṭṭāb (r. 634-644).